# Geselligkeit
Geselligkeit ist eine von den Zwecken der Alltagsgeschäfte enthobene Grundform des menschlichen Miteinanders und Austauschs, bei der die daran Beteiligten gemeinsamen Werten verpflichtet sind. Sie dient gleichermaßen der Zerstreuung und Unterhaltung wie der Identitätsstiftung und Einbindung in die Gesellschaft.

## Einzelheiten
Der Soziologe Georg Simmel legt der Geselligkeit einen Trieb zugrunde und definiert diese als „die Spielform der Vergesellschaftung und als - mutatis mutandis - zu deren inhaltsbestimmter Konkretheit sich verhaltend wie das Kunstwerk zur Realität.“ (Simmel nennt in einem weiteren Vergleich die Koketterie eine Spielform der Erotik.) Geselligkeit im engeren Sinn entsteht, wenn der Prozess der Vergesellschaftung als Wert an sich und Glückszustand jenseits der sozialen Realitäten erlebt wird.
Geselligkeit zeichnet sich durch die große Bedeutung aus, die den geselligen Umgangsformen zukommt. Wie bei anderen Spielen handelt es sich um eine „Beschäftigung, die innerhalb gewisser festgesetzter Grenzen von Zeit und Raum nach freiwillig angenommenen, aber unbedingt bindenden Regeln verrichtet wird, ihr Ziel in sich selber hat und begleitet wird von einem Gefühl der Spannung und Freude und einem Bewusstsein des ‚Andersseins'  als das ‚gewöhnliche Leben“. (Johan Huizinga) Keine oder eine nur nuancierende Rolle spielen soll im Raum der Geselligkeit, was seine Bedeutung vor allem im Raum der allgemeinen Gesellschaft hat: Reichtum und Ansehen, Gelehrsamkeit, herausragende Fähigkeiten und Verdienste. Überhaupt hat der Kern dessen, was die Persönlichkeit und das Auftreten eines Individuums generell oder auch nur vorübergehend ausmacht (Charakter, Stimmung und Lebenswirklichkeit) außen vor zu bleiben. Der angestrebte Glückszustand des Einzelnen ist im Raum der Geselligkeit durchaus an den des Gegenübers gebunden, prinzipiell niemand kann auf Kosten der Anderen seine Befriedigung finden.

## Geschichtliche Aspekte
Als herausragende geschichtliche Beispiele von Geselligkeitsformen gelten die Symposien des antiken Griechenlands und die französischen Salons des 17. und 18. Jahrhunderts, deren Charakter – jene als Männergesellschaft, diese weiblich bestimmt – aber abhängig vom kulturellen Hintergrund sehr unterschiedlich ausfiel.
In deutschen Texten erschien das Wort Geselligkeit im Sinne des nicht zweckorientiertem Zusammenseins verbreitet erst ab den 1720er Jahren. Davor nahm man entsprechend den herrschenden kulturellen Vorbildern jener Zeit lateinische oder französische Begriffe zu Hilfe wie otium, loisir, divertissement,  civilité, häufig auch socialitas, sociabilité und bisweilen Soziabilität. Im damals anlaufenden Diskurs über die Geselligkeit kam ein tiefgreifend gewandeltes Bewusstsein für menschliches Miteinander und kulturell konnotierte Gruppenbildungen zum Ausdruck. Dieses schlug sich in fast allen Textsorten aufklärerischer Prosa nieder: In Traktaten, Briefen, Erzählungen und vor allem in Beiträgen für die moralischen Wochenschriften, die den Zeitungsmarkt beherrschten und sich an ein gebildetes bürgerliches Publikum richteten. Die bürgerliche Geselligkeit entwickelte ausgeprägte und differenzierte Formen dieser Geselligkeit, gerade auch im häuslichen Bereich.
Aus ihr entstand im 19. Jahrhundert das Vereinswesen, das als öffentliche Form von Geselligkeit gegenüber der häuslichen der Salons und Diners gelten kann. Auch kommunikationstechnische Gegebenheiten bedingen Inhalte und Gelegenheiten der Geselligkeit.
Auch der Chat stellt einen Raum der Geselligkeit dar, wobei aber die Möglichkeit der Anonymität ein signifikanter Unterschied zu den bisher bekannten Formen der Geselligkeit ist und sich auf Identitätsstiftung sowie Integration als bisher konstitutive Elemente der Vergesellschaftung auswirkt.